# Стеценко Гнат
Стеценко Гнат — лицар Залізного хреста Армії УНР.

## З життєпису
Стеценко Гнат — хорунжий Окремого кінного партизанського дивізіону ім. П. Болбочана. Зі спогадів Петра Дяченка:

| 29 січня 1919 р. дивізіон імені полковника Петра Болбочана вирушив на фронт у напрямі Харкова. Склад дивізіону: командир — поручник [Петро] Дяченко; ординансовий старшина — хорунжий М'якота [2]; штабний сурмач та 5 козаків почту; 1-ша сотня — хорунжий [Олександр] Богаєвський; 2-га сотня — хорунжий Недригайло[3]; кулеметна чота — хорунжий Щербина; господарська чота — хорунжий Черняїв (2 польових кухні і 6 возів); молодші старшини в сотнях — хорунжий [Євген] Нестеренко[4], хорунжий [Іван] Зуб, хорунжий [Гриць] Плужник і хорунжий [Гнат] Стеценко. |
Заступник командира, командир 1-ї сотні пластунського куреня.
Поранений 1 жовтня 1920 р. біля с. Щедрова (тепер північна частина м. Летичів Летичівського району Хмельницької області).
Лицар Залізного хреста Армії УНР.
Подальша доля невідома.